# Bataille de Kiev (1918)
 (août 2024).
La mise en forme du texte ne suit pas les recommandations de Wikipédia : il faut le « wikifier ».
Les points d'amélioration suivants sont les cas les plus fréquents :
- Les titres sont pré-formatés par le logiciel. Ils ne sont ni en capitales, ni en gras.
- Le texte ne doit pas être écrit en capitales (les noms de famille non plus), ni en gras, ni en italique, ni en « petit »…
- Le gras n'est utilisé que pour surligner le titre de l'article dans l'introduction, une seule fois.
- L'italique est rarement utilisé : mots en langue étrangère, titres d'œuvres, noms de bateaux, etc.
- Les citations ne sont pas en italique mais en corps de texte normal. Elles sont entourées par des guillemets français : « et ».
- Les listes à puces sont à éviter, des paragraphes rédigés étant largement préférés. Les tableaux sont à réserver à la présentation de données structurées (résultats, etc.).
- Les appels de note de bas de page (petits chiffres en exposant, introduits par l'outil «  Source ») sont à placer entre la fin de phrase et le point final[comme ça].
- Les liens internes (vers d'autres articles de Wikipédia) sont à choisir avec parcimonie. Créez des liens vers des articles approfondissant le sujet. Les termes génériques sans rapport avec le sujet sont à éviter, ainsi que les répétitions de liens vers un même terme.
- Les liens externes sont à placer uniquement dans une section « Liens externes », à la fin de l'article. Ces liens sont à choisir avec parcimonie suivant les règles définies. Si un lien sert de source à l'article, son insertion dans le texte est à faire par les notes de bas de page.
- La présentation des références doit suivre les conventions bibliographiques. Il est recommandé d'utiliser les modèles {{Ouvrage}}, {{Chapitre}}, {{Article}}, {{Lien web}} et/ou {{Bibliographie}}. Le mode d'édition visuel peut mettre en forme automatiquement les références.
- Insérer une infobox (cadre d'informations à droite) n'est pas obligatoire pour parachever la mise en page.

Pour une aide détaillée, merci de consulter Aide:Wikification.
Si vous pensez que ces points ont été résolus, vous pouvez retirer ce bandeau et améliorer la mise en forme d'un autre article.
 (août 2024).
Pour les articles homonymes, voir Bataille de Kiev.
Guerre soviéto-ukrainienne
Guerre d'indépendance ukrainienne
La bataille de Kiev (1918) (aussi le prise de Kiev, en ukrainien : Битва за Київ 1918, Bytva za Kyiv) — la bataille des troupes de la Russie soviétique contre la République populaire ukrainienne pendant la Guerre d'indépendance ukrainienne de 1918. Les historiens russes l'interprètent le plus souvent comme faisant partie de la guerre civile russe.
À la suite de la bataille, le gouvernement ukrainien a temporairement quitté la ville, ce qui a entraîné une série de fusillades contre la population civile de la ville pendant la Terreur rouge.

## Historique
Après la bataille de Krouty, qui a réussi à retarder l'offensive bolchevique sur Kiev et a donné le temps à ceux qui voulaient évacuer, l'Armée rouge s'est approchée de la périphérie de Kiev le 4 février 1918, où Mikhaïl Mouraviev a donné l'ordre de lancer un assaut . Lors de la prise de Kiev, des gaz toxiques ont été utilisés, des bombardements massifs ont été effectués, qui n'ont pas cessé pendant plusieurs jours (jusqu'à 15 000 obus), à la suite desquels, entre autres, la maison de Mykhaïlo Hrouchevsky a été détruite . Le fait que les dirigeants soviétiques n'aient pas tenté de cacher l'utilisation d'armes chimiques n'est pas surprenant, car les armes chimiques n'ont été interdites qu'en 1925 par le Protocole de Genève .
Mouraviev a été accueilli sur la place de la Douma (Place de l'Indépendance) par une délégation du conseil municipal dirigée par le maire de l'époque, Yevgen Ryabtsov. Andreī Polupanov a été nommé commandant soviétique de Kiev . Après être entrées dans la ville, exécutant l'ordre, les troupes soviétiques ont abattu environ 5 000 civils déclarés ennemis à Kiev, y compris la mort du métropolite Volodymyr Bogoyavlenskyī. Parmi les morts se trouvaient seulement deux hommes politiques : le secrétaire aux Affaires foncières de la RPU Oleksandr Zarudnyī et le député de la Rada centrale Isak Pougach . Après la Opération Faustschlag au printemps 1918, des milliers de cadavres de civils à moitié pourris furent découverts dans les parcs de Kiev ,.

## Voir aussi

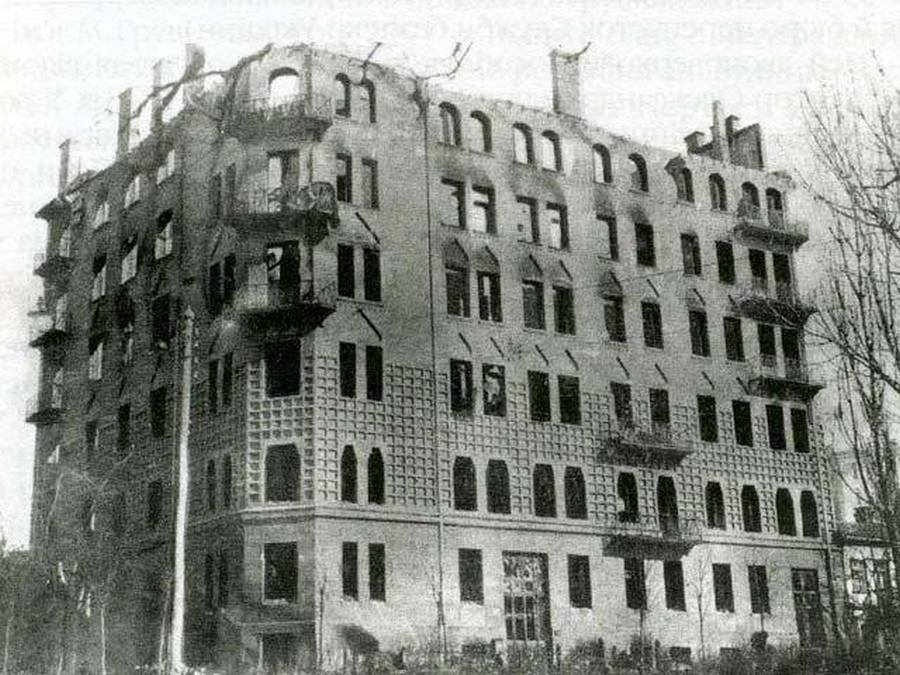
La maison de Hrouchevsky a été détruite lors du bombardement

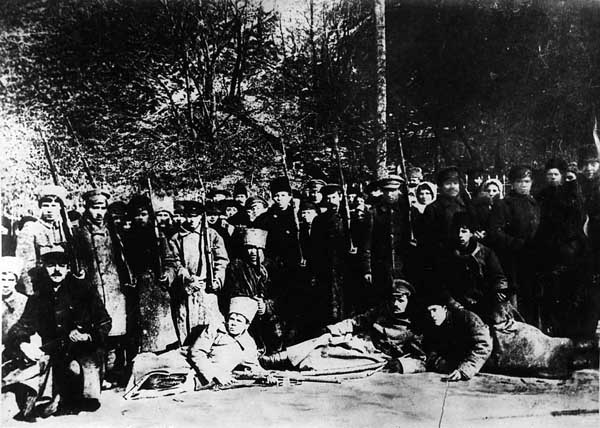
Un détachement de l'Armée rouge qui a pris d'assaut la ville